# SN 2006tc
SN 2006tc – supernowa typu Ia odkryta 23 listopada 2006 roku w galaktyce A030801+0056. W momencie odkrycia miała maksymalną jasność 22,30m.